# Українці Венесуели

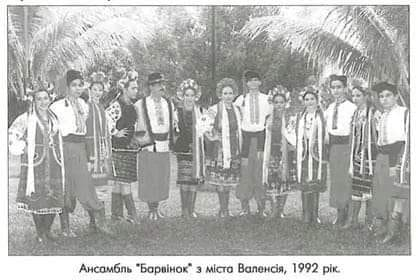
Український ансамбль "Барвінок" з Валенсії, Венесуела. 1992 рік.

Украї́нці у Венесуе́лі, венесуельські українці — українська діаспора у Венесуелі. Вона виросла після 1945 року з другою хвилею політичних емігрантів. У другій половині 1940 - поч. 1950 років, українці розселилися в різних країнах, створюючи нові українські поселення в Австралії і Венесуелі.
Перший транспорт українських емігрантів прибув до Венесуели у 1947 році американским кораблем "Генерал Стургер". Всього ця перша хвиля новоприбулих з Європи нараховувала 3400 українців, 865 родин і також самотніх осіб.
Активні громади діяли в містах Каракас, Валенсія, Маракайбо, Карабобо, Баркісімето, Меріда, Маракай та Яракуй.Українці розвивали релігійні громади у Венесуелі, і започаткували православну церкву Св. Володимира у Валенсії, православну церкву Св. Сергія в Баркісімето, православну церкву Св. Покрови в Каракас, греко-католицьку церкву на Кальварії в Каракас. Молодь долучилася до Спілки Української Молоді з осередками у містах Каракас і Валенсія.
У 1949 році було засноване товариство  Об’єднання українських жінок Венесуелі.Вони організовував національні фестивалі, дитячі та розважальні заходи. Завідували двома дитячими садками та суботньою школою, збирала кошти на будівництво Українського Народного Дому. Її головами були Г. Коваль, Є. Бережна, Є. Слюсар, О. Бошко, С. Припхан, Л. Починок та М. Мазняк. З кінця 1940-х років діяло спортивне товариство "Чорноморці" в яке входив футбольний клуб. Виходили українські програми на державному радіо Венесуели в Каракасі з 21 жовтня 1951 року, кожної неділі по пів години, керівником передач був професор Петро Макаренко. В 1953 році в Каракасі була заснована читальня товариства "Просвіта" з активним членством яке досягало 80 осіб, читальня налічувала понад 1300 книг, журналів та газет, головою читальні був колишній старшина УПА Олександр Дейнека.
На 1968 рік у Венесуелі українські поселенці належали до такого віросповідання: 58 % греко-католики, 38 % православні, 4% інші.
Українці в 1988 році у всіх громадах Венесуели активно долучилися до святкування Тисячоліття Хрещення України.
Також працював найдовше то кінця 2010-х гурт українського фольклорного танцю "Барвінок" який вигравав премії на фестивалях і конкурсах у Венесуелі та за її межами.
У Венесуелі проживає близько 11 000 українців.

## Топоніми
У Каракасі існує вулиця Україна (раніше існувало дві вулиці з такою назвою).

## Відомі люди
- Галина Ісааківна Мазепа-Коваль (*9 лютого 1910, Санкт-Петербург —†30 червня 1995, Каракас) — українська і венесуельська художниця, ілюстратор
- Сіпко Микола Платонович (7 травня 1891, м. Борзна, Чернігівська область — 6 вересня 1963, м. Маракайбо, Венесуела) — полковник Армії УНР.
- Володимир Коваль - професор
- Всеволод Закревський - меценат
- Роман Любинський - інженер
- Людмила Починок - голова Союзу українок Венесуели
- Василь Починок - інженер
- Петро Макаренко - український громадський і політичний діяч, історик, педагог, учений.
- Марія Макаренко - професор
- Мирон Дмітрійчук - фотограф
- Йосиф Павлишин - голова Спілки української молоді у Венесуелі
- Микола Скільський - ветеран УПА
- Йосип Карп’як - капітан французької армії
- Ольга Хоткевич-Тищенко
- Михайло Сердюк — інженер, перший голова Центрального Комітету СУМу в Німеччині. У Венесуелі — ініціатор і голова АБН.
- Іван Дикий - іконописець
- Марта Стадник - учасниця венесуельського державного хору
- Іван Бельський - маляр
- Володимир Декун - дантист
- Венедикт Васюк — Інженер-аґроном, старшина-січовик з Карпатської України, міністр агрокультури у Закарпатській Україні в 1939 році.
- Василь Лукич Панейко (нар. 1883, Золочівський повіт, Королівство Галичини і Володимирії, Австро-Угорщина (нині Львівська область, Україна) — пом. 29 травня 1956, Каракас, Венесуела) — український дипломат і журналіст, редактор газети «Діло» (1912—1918).
- Ля Імбер (нар. 17 березня 1914, Одеса, Російська імперія — пом. 13 вересня 1981, Каракас) — перша жінка у Венесуелі, яка отримала ступінь Доктора медицини (педіатрії і дитячої допомоги фахівця) і перша жінка-член Ради Медичного Факультету Федерального Округу.
- Анюшка А. Казанджян (нар. 1964) — професор ботаніки, вивчала біологічне різноманіття морських рослин у Королівському ботанічному саду, із застосуванням методів молекулярної систематики.
- Стефанія Фернандес Крупій (нар. 4 вересня 1990, Мерида) — фотомодель, Міс Венесуела 2008 року та Міс Всесвіт 2009 року.[3][4]
- Василь Григорович Кричевський (нар. 31 грудня 1872 (12 січня 1873), Ворожба (Лебединський район) — пом. 15 листопада 1952, Каракас) — український маляр, архітектор, графік і майстер декоративно-ужиткового мистецтва.